# 1. Fußball- und Sportverein Mainz 05 1990-1991
Questa voce raccoglie le informazioni riguardanti il 1. Fußball- und Sportverein Mainz 05 nelle competizioni ufficiali della stagione 1990-1991.

## Stagione
Nella stagione 1990-1991 il Magonza, allenato da Robert Jung, concluse il campionato di 2. Bundesliga al 8º posto.

## Rosa
| N. |                     | Ruolo | Calciatore          |
| -- | ------------------- | ----- | ------------------- |
|    | Germania (bandiera) | P     | Stephan Kuhnert     |
|    | Germania (bandiera) | P     | Manfred Petz        |
|    | Germania (bandiera) | D     | Holger Greilich     |
|    | Germania (bandiera) | D     | Norman Klein        |
|    | Germania (bandiera) | D     | Michael Müller      |
|    | Germania (bandiera) | D     | Michael Schuhmacher |
|    | Germania (bandiera) | D     | Michael Traupel     |
|    | Germania (bandiera) | D     | Hendrik Weiss       |
|    | Germania (bandiera) | C     | Michael Becker      |
|    | Germania (bandiera) | C     | Fabrizio Hayer      |
|    | Germania (bandiera) | C     | Steffen Herzberger  |

| N. |                        | Ruolo | Calciatore          |
| -- | ---------------------- | ----- | ------------------- |
|    | Germania (bandiera)    | C     | Mike Janz           |
|    | Germania (bandiera)    | C     | Olaf Kirn           |
|    | Germania (bandiera)    | C     | Victor Lopes        |
|    | Germania (bandiera)    | C     | Patrik Mohr         |
|    | Germania (bandiera)    | C     | Frank Möller        |
|    | Germania (bandiera)    | C     | Guido Schäfer       |
|    | Stati Uniti (bandiera) | A     | Aaron Biagioli      |
|    | Germania (bandiera)    | A     | Norbert Hönnscheidt |
|    | Germania (bandiera)    | A     | Jürgen Klopp        |
|    | Germania (bandiera)    | A     | Karl-Heinz Mähn     |
|    | Germania (bandiera)    | A     | Gernot Ruof         |

## Organigramma societario
Area tecnica
- Allenatore: Robert Jung
- Allenatore in seconda:
- Preparatore dei portieri:
- Preparatori atletici:

## Calciomercato

### Sessione estiva
| Acquisti | Acquisti           | Acquisti              | Acquisti |
| R.       | Nome               | da                    | Modalità |
| -------- | ------------------ | --------------------- | -------- |
| A        | Aaron Biagioli     | Rot-Weiss Essen       |          |
| C        | Fabrizio Hayer     | Rot-Weiss Essen       |          |
| C        | Steffen Herzberger | Pirmasens             |          |
| A        | Jürgen Klopp       | Rot-Weiss Francoforte |          |
| C        | Victor Lopes       | Fortuna Colonia       |          |
| A        | Gernot Ruof        | Hessen Kassel         |          |

| Cessioni | Cessioni    | Cessioni            | Cessioni |
| R.       | Nome        | a                   | Modalità |
| -------- | ----------- | ------------------- | -------- |
| C        | Nenad Šalov | Vikt. Aschaffenburg |          |

### Sessione invernale
| Acquisti | Acquisti | Acquisti | Acquisti |
| R.       | Nome     | da       | Modalità |
| -------- | -------- | -------- | -------- |

| Cessioni | Cessioni | Cessioni | Cessioni |
| R.       | Nome     | a        | Modalità |
| -------- | -------- | -------- | -------- |

## Risultati

### 2. Bundesliga

#### Girone di andata
| Arbitro: | Broska |

|           |           |                           |
| Meyer 48’ | Marcatori | 35’ Hayer 46’ Hönnscheidt |

| Arbitro: | Scheuerer |

|                           |           |          |
| Hönnscheidt 25’ Klopp 52’ | Marcatori | 73’ Grün |

| Arbitro: | Blüthgen |

|                             |           |            |
| Spies 23’ Schlotterbeck 90’ | Marcatori | 89’ Müller |

| Arbitro: | Buchhart |

|                      |           |            |
| Hönnscheidt 63’, 85’ | Marcatori | 84’ Hanses |

| Arbitro: | Berg |

|           |           |                                          |
| Klopp 18’ | Marcatori | 28’ Niggemann 39’ Kurtenbach 54’ Seufert |

| Arbitro: | Führer |

|                         |           |  |
| Basler 34’ Erlebach 85’ | Marcatori |  |

| Arbitro: | Wiesel |

|          |           |          |
| Ruof 61’ | Marcatori | 34’ Weiß |

| Saarbrücken 5 settembre 1990, ore 19:30 CEST 8ª giornata | Saarbrücken | 0 – 0 referto | Magonza | Ludwigsparkstadion (6 000 spett.)\| Arbitro: \| Weber \| |
| Arbitro:                                                 | Weber       |               |         |                                                          |

| Arbitro: | Jansen |

|                    |           |                      |
| Klopp 12’ Kirn 26’ | Marcatori | 20’ Adler 58’ Motzke |

| Arbitro: | Kuhne |

|                                                          |           |           |
| Schuster 44’ Aden 61’ Scheil 65’ Seeliger 68’ Probst 82’ | Marcatori | 54’ Klopp |

| Arbitro: | Tritschler |

|                             |           |                  |
| Müller 10’, 42’, 74’ (rig.) | Marcatori | 23’, 86’ Wollitz |

| Arbitro: | Domurat |

|              |           |                            |
| Banković 40’ | Marcatori | 83’ Schuhmacher 85’ Becker |

| Arbitro: | Fröhlich |

|                                 |           |  |
| Hönnscheidt 33’ Schuhmacher 87’ | Marcatori |  |

| Arbitro: | Brückner |

|                  |           |  |
| Tönnies 40’, 67’ | Marcatori |  |

| Arbitro: | Ronig |

|                                     |           |           |
| Müller 36’ Ruof 67’ Schuhmacher 76’ | Marcatori | 22’ Schön |

| Arbitro: | Harder |

|                                      |           |  |
| Luginger 39’ Borodjuk 49’ Lyutiy 64’ | Marcatori |  |

| Arbitro: | Strampe |

|                                      |           |                                      |
| Schäfer 35’ Ruof 43’ Hönnscheidt 70’ | Marcatori | 19’ Moutas 26’ Tattermusch 86’ Marin |

| Homburg 16 novembre 1990, ore 19:00 CET 18ª giornata | Homburg  | 0 – 0 referto | Magonza | Waldstadion (2 000 spett.)\| Arbitro: \| Lehnardt \| |
| Arbitro:                                             | Lehnardt |               |         |                                                      |

| Magonza 24 novembre 1990, ore 15:00 CET 19ª giornata | Magonza   | 0 – 0 referto | Preußen Münster | Stadion am Bruchweg (3 650 spett.)\| Arbitro: \| Gangkofer \| |
| Arbitro:                                             | Gangkofer |               |                 |                                                               |

#### Girone di ritorno
| Arbitro: | Prengel |

|                          |           |  |
| Hönnscheidt 30’ Ruof 46’ | Marcatori |  |

| Arbitro: | Aust |

|                                  |           |          |
| Weiland 39’ Heisig 63’ Eckel 66’ | Marcatori | 4’ Klopp |

| Magonza 23 febbraio 1991, ore 15:00 CET 22ª giornata | Magonza    | 0 – 0 referto | Friburgo | Stadion am Bruchweg (3 800 spett.)\| Arbitro: \| Gochermann \| |
| Arbitro:                                             | Gochermann |               |          |                                                                |

| Arbitro: | Kuhne |

|           |           |                     |
| Menke 28’ | Marcatori | 84’ (rig.) Biagioli |

| Arbitro: | Broska |

|                                   |           |            |
| Niggemann 16’ Hupe 41’ Bolzek 48’ | Marcatori | 15’ Möller |

| Arbitro: | Schmidt |

|          |           |  |
| Ruof 88’ | Marcatori |  |

| Arbitro: | Kentsch |

|  |           |           |
|  | Marcatori | 65’ Klopp |

| Arbitro: | Berg |

|                |           |  |
| Herzberger 28’ | Marcatori |  |

| Arbitro: | Tritschler |

|                      |           |          |
| Adler 48’ Deffke 90’ | Marcatori | 65’ Ruof |

| Arbitro: | Domurat |

|           |           |                                                      |
| Klein 15’ | Marcatori | 14’ Schmidt 29’ Holze 58’ Bjelanov 89’ Geilenkirchen |

| Osnabrück 17 aprile 1991, ore 19:30 CEST 30ª giornata | Osnabrück | 0 – 0 referto | Magonza | Stadion an der Bremer Brücke (4 000 spett.)\| Arbitro: \| Jansen \| |
| Arbitro:                                              | Jansen    |               |         |                                                                     |

| Arbitro: | Best |

|                     |           |           |
| Klopp 5’ Möller 57’ | Marcatori | 61’ Wilke |

| Schweinfurt 4 maggio 1991, ore 15:00 CEST 32ª giornata | Schweinfurt 05 | 0 – 0 referto | Magonza | Sachs-Stadion (800 spett.)\| Arbitro: \| Domurat \| |
| Arbitro:                                               | Domurat        |               |         |                                                     |

| Arbitro: | Lehnardt |

|           |           |                |
| Klopp 23’ | Marcatori | 29’ Struckmann |

| Arbitro: | Krug |

|            |           |                |
| Naawuh 78’ | Marcatori | 27’, 50’ Klopp |

| Arbitro: | Brückner |

|           |           |                 |
| Klein 70’ | Marcatori | 83’ Anderbrügge |

| Arbitro: | Brückner |

|             |           |          |
| Vollmer 76’ | Marcatori | 53’ Ruof |

| Arbitro: | Müller |

|  |           |                                 |
|  | Marcatori | 43’ (aut.) Schuhmacher 70’ Homp |

| Arbitro: | Schmidt |

|                        |           |                                          |
| Edelmann 3’ Knauer 39’ | Marcatori | 12’ Schuhmacher 15’ Kirn 44’ Hönnscheidt |

## Statistiche

### Statistiche di squadra
| Competizione  | Punti | In casa | In casa | In casa | In casa | In casa | In casa | In trasferta | In trasferta | In trasferta | In trasferta | In trasferta | In trasferta | Totale | Totale | Totale | Totale | Totale | Totale | DR |
| Competizione  | Punti | G       | V       | N       | P       | Gf      | Gs      | G            | V            | N            | P            | Gf           | Gs           | G      | V      | N      | P      | Gf     | Gs     | DR |
| ------------- | ----- | ------- | ------- | ------- | ------- | ------- | ------- | ------------ | ------------ | ------------ | ------------ | ------------ | ------------ | ------ | ------ | ------ | ------ | ------ | ------ | -- |
| 2. Bundesliga | 41    | 19      | 9       | 7       | 3       | 28      | 23      | 19           | 5            | 6            | 8            | 17           | 29           | 38     | 14     | 13     | 11     | 45     | 52     | -7 |
| Totale        | 41    | 19      | 9       | 7       | 3       | 28      | 23      | 19           | 5            | 6            | 8            | 17           | 29           | 38     | 14     | 13     | 11     | 45     | 52     | -7 |

### Andamento in campionato
| Giornata  | 1 | 2 | 3 | 4 | 5 | 6 | 7  | 8  | 9  | 10 | 11 | 12 | 13 | 14 | 15 | 16 | 17 | 18 | 19 | 20 | 21 | 22 | 23 | 24 | 25 | 26 | 27 | 28 | 29 | 30 | 31 | 32 | 33 | 34 | 35 | 36 | 37 | 38 |
| --------- | - | - | - | - | - | - | -- | -- | -- | -- | -- | -- | -- | -- | -- | -- | -- | -- | -- | -- | -- | -- | -- | -- | -- | -- | -- | -- | -- | -- | -- | -- | -- | -- | -- | -- | -- | -- |
| Luogo     | T | C | T | C | C | T | C  | T  | C  | T  | C  | T  | C  | T  | C  | T  | C  | T  | C  | C  | T  | C  | T  | T  | C  | T  | C  | T  | C  | T  | C  | T  | C  | T  | C  | T  | C  | T  |
| Risultato | V | V | P | V | P | P | N  | N  | N  | P  | V  | V  | V  | P  | V  | P  | N  | N  | N  | V  | P  | N  | N  | P  | V  | V  | V  | P  | P  | N  | V  | N  | N  | V  | N  | N  | P  | V  |
| Posizione | 8 | 2 | 8 | 5 | 7 | 9 | 10 | 12 | 11 | 13 | 10 | 10 | 8  | 10 | 8  | 10 | 10 | 10 | 10 | 8  | 9  | 9  | 9  | 9  | 9  | 9  | 9  | 9  | 10 | 9  | 9  | 9  | 10 | 8  | 8  | 8  | 9  | 8  |

Legenda:

Luogo: C = Casa; T = Trasferta. Risultato: V = Vittoria; N = Pareggio; P = Sconfitta.

### Statistiche dei giocatori
| M. Becker      | 32 | 1  | 5  | 1 |
| A. Biagioli    | 17 | 1  | 0  | 0 |
| H. Greilich    | 0  | 0  | 0  | 0 |
| F. Hayer       | 24 | 1  | 2  | 0 |
| S. Herzberger  | 21 | 1  | 0  | 1 |
| N. Hönnscheidt | 34 | 8  | 2  | 0 |
| M. Janz        | 13 | 0  | 1  | 0 |
| O. Kirn        | 28 | 2  | 4  | 0 |
| N. Klein       | 22 | 2  | 1  | 0 |
| J. Klopp       | 33 | 10 | 8  | 0 |
| S. Kuhnert     | 38 | 0  | 1  | 0 |
| V. Lopes       | 7  | 0  | 1  | 1 |
| P. Mohr        | 7  | 0  | 0  | 0 |
| K. Mähn        | 22 | 0  | 0  | 0 |
| F. Möller      | 33 | 2  | 6  | 0 |
| M. Müller      | 36 | 5  | 6  | 1 |
| M. Petz        | 0  | 0  | 0  | 0 |
| G. Ruof        | 30 | 7  | 5  | 0 |
| M. Schuhmacher | 36 | 4  | 7  | 0 |
| G. Schäfer     | 29 | 1  | 11 | 0 |
| M. Traupel     | 4  | 0  | 0  | 1 |
| H. Weiss       | 28 | 0  | 8  | 0 |